# International Federation for Choral Music
International Federation for Choral Music – IFCM, är en internationell organisation grundad 1982 för att stödja kommunikation och utbyte mellan kördirigenter och körsångare över hela världen.
Ordförande i IFCM är sedan 2005 Lupwishi Mbuyamba, Moçambique, som efterträdde Eskil Hemberg. Hedersordförande är Eric Ericson.
Organisationens mål uppnås främst genom följande projekt:
- African Children Sing!
- Choral music database (Musica)
- ChoralNet webbplats
- Dirigenter utan gränser
- International Centre for Choral Music i Namur, Belgium
- Master classes
- OpusChoral
- Regionala symposier
- Songbridge
- World Choral Census
- International Choral Bulletin
- World day of Choral singing
- World symposium on Choral music
- World Symposium 2011 in Puerto Madryn, Argentina
- World Chamber Choir
- World Youth Choir
- Youth Committee

IFCM har över 2 000 medlemmar från alla kontinenter. Medlemmarna är individer, körer, organisationer eller företag. Genom medlemskörerna och medlemsorganisationerna organiserar IFCM merparten av världens körsångare och kördirigenter.
IFCM är den officiella representanten för körmusik inom International Music Council i Unesco.
IFCM grundades av sju internationella körorganisationer från fem kontinenter. Dessa är:
- The American Choral Directors Association ACDA
- A Coeur Joie International (Frankrike)
- Arbeitsgemeinschaft Europäsicher Chorverbände (Europa)
- Asociación Interamericana de Directores de Coros (Latinamerika)
- Europa Cantat - Federation Européenne des Jeunes Chorales (Europa)
- Japan Choral Association (Japan)
- Nordisk Korforum